# Magnolia espinalii
Magnolia espinalii es endémica de Colombia, pero está en Peligro Crítico. Los nombres comunes están incluidos: hojarasco, magnolio de monte.

## Descripción
Son árboles frondosos que alcanzan hasta 30 m de altura y 55 cm de diámetro; su corteza y madera son de color canela. Posee ramillas con nudos marcados por cicatrices anulares, con entrenudos cortos recubiertos por pubescencia caediza y lenticelas ovales. Hojas simples alternas, espiraladas, el pecíolo posee una cicatriz en toda su superficie dejada por la yema foliar al desprenderse, posee pubescencia crema caediza al igual que en el envés de la hoja sobre la nervadura principal. La lámina foliar es de ovada a elíptica y de consistencia cactácea; el ápice y la base son de forma obtusa. Flores solitarias localizadas al final de las ramas, de color verde amarillento a crema, con tres a cinco brácteas florales caducas; tres sépalos obovados, gruesos, carnosos y seis a siete pétalos obovados, carnosos, base truncada, ápice agudo. El fruto es leñoso, elíptico, mide entre 6,9 y 8,5 cm de largo, de 3,3 a 4,5 cm de ancho; se abre de forma irregular por el desprendimiento de sus carpelos. Cada fruto contiene entre 6 y 20 semillas bien desarrolladas, varias de ellas no alcanzan a formarse completamente.

## Hábitat y distribución local
Es una especie endémica del departamento de Antioquia, Colombia, donde se distribuye tanto de la Cordillera Central como en la Occidental, entre los 1.800 y 2.400 m s. n. m. Crece en bosques húmedos premontanos y montanos. En la jurisdicción de CORANTIOQUIA se distribuye en los municipios de Angelópolis, Armenia Mantequilla, Betania, Caldas, Envigado, Jericó y Medellín.

## Usos
Su madera se ha utilizado para postes, varas, horcones, tablas, cuartones y en la fabricación de muebles. Tiene alto potencial para ser usada como ornamental.

## Situación actual
Está catalogada en la categoría “En Peligro Critico” (CR) en el Libro Rojo de Plantas de Colombia y también por la lista roja de especies amenazadas de IUCN. Esto se debe a una reducción en su tamaño poblacional estimada por encima del 50%, la cual, a su vez, está ocasionada por la degradación de los
hábitats donde se localizan las poblaciones.

## Fenología Reproductiva
Magnolia espinalii presenta buena cantidad de botones florales durante la mayor parte del año, disminuyendo un poco su presencia al final de la segunda temporada de lluvias y el inicio del período más seco (meses de noviembre, diciembre y enero). Al igual que las demás magnolias monitoreadas registra altos porcentajes de caída de botones florales, los cuales son abortados sin completar su desarrollo. No obstante que la producción de frutos es baja, es factible diferenciar dos períodos de cosecha al año, esto es, entre marzo y abril y de octubre a noviembre. Los frutos tardan entre 5 y 6 meses para completar su desarrollo y maduración.

## Manejo de las semillas, propagación sexual y producción en vivero

### Descripción del fruto y la semilla
El fruto es leñoso, elíptico, mide entre 6,9 y 8,5 cm de largo y de 3,3 a 4,5 cm de ancho; se abre de forma irregular por el desprendimiento de sus carpelos. Cada fruto contiene entre 12 y 40 semillas, de las cuales solo entre el 50 y el 80% se desarrollan plenamente.
Las semillas son lisas, de color café oscuro a negro, de forma irregular, algo acorazonadas, miden de 10 a 14 mm de ancho y de 9 a 12 mm de longitud. Están cubiertas por una capa carnosa muy aromática de color rojizo (sarcotesta). El peso de 1.000 semillas varía entre 195 y 215 gramos y un kilogramo puede contener entre 4.650 y 5.130 semillas. Las semillas son dispersadas por aves y pequeños mamíferos.

### Sistema de recolección y procesamiento de los frutos
Se pueden diferenciar dos períodos de cosecha al año, el primero, entre marzo y abril y, el segundo, de octubre a noviembre, que son meses de alta pluviosidad. Los frutos deben colectarse directamente del árbol antes de que estos hagan dehiscencia y liberen las semillas, sin embargo no siempre es posible lograrlo y se hace necesario recolectarlos del suelo; en este último caso se deben descartar los frutos y/o semillas que presenten signos de pudrición o ataque de insectos.
Para mejorar la posibilidad de recolectar los frutos directamente del árbol se diseñó un sistema que consiste en identificar los frutos verdes y ponerles una canastilla de protección individual, la cual se construye con alambre y malla plástica (con ojo de malla de 1 mm o menor), con este aditamento se evita la predación y se disminuye la posibilidad de pérdida del fruto. Una vez los frutos inician la dehiscencia se recolectan en forma manual (ascendiendo al árbol) o con la ayuda de una podadora de extensión.
Cuando los frutos se recolectan aun cerrados se deben dejar post-madurar a la sombra hasta que hagan dehiscencia, posteriormente se extraen las semillas y se separan las que tengan la sarcotesta de color rojo encendido que son las que están completamente maduras. Para limpiar las semillas y retirarles el arilo rojo se ponen en agua de un día para otro, se maceran y se enjuagan con agua corriente. Se recomienda hacerles una inmersión en hipoclorito de sodio al 1% durante 15 minutos para evitar la infestación por hongos.

### Almacenamiento de las semillas
De acuerdo con estudios preliminares, las semillas de hojarasco pierden rápidamente su viabilidad y por ello se deben sembrar lo más frescas posible; sin embargo, cuando esto no es factible se recomienda conservarlas por un corto período de tiempo con la sarcotesta roja, dentro de un sustrato húmedo (aserrín o arena, entre otros) y recipiente hermético y a baja temperatura (aproximadamente 4 °C).

### Siembra y germinación
Las semillas frescas de hojarasco no requieren de un tratamiento pre-germinativo, sin embargo, la condición lumínica bajo la cual se siembran si influye en el resultado final. Semillas frescas puestas a germinar en una mezcla de tierra y arena (proporción 2:1), bajo dos condiciones lumínicas contrastantes, plena exposición y oscuridad, mostraron una potencia germinativa de 60% y 80%, respectivamente.
La germinación de las semillas sembradas a plena exposición inició a los 46 días y se completó un mes más tarde, mientras que las sembradas en oscuridad iniciaron su proceso germinativo a los 69 días y lo completaron 19 días después. La germinación es epigea, inicia de 45 a 60 días después de la siembra y se completa aproximadamente 30 días más tarde. Dos semanas después de la germinación las plántulas ya habían desplegado sus hojas cotiledonares y tenían 3,5 cm de altura media.

### Manejo de las plántulas en vivero
La propagación se puede hacer utilizando una mezcla de tierra con arena en proporción 2:1. Las plántulas se trasladan a bolsa una vez alcancen los 4 cm de altura; después del trasplante es necesario dejar las plantas en la sombra y reducir esta gradualmente. Cuando las plántulas alcancen de 25 a 30 cm de altura se considera que están listas para la plantación definitiva en campo.

## Hipervínculos externos
- Botanical Garden of Medellín,  y su Director Científico Álvaro Cogollo, lidera la conservación de las especies de Magnolia en el departamento de Antioquia.
- South Pole Carbon, lidera un programa de conservación de las espécies de Magnolia en Antioquia.

- Datos: Q3926554
- Especies: Magnolia espinalii